# 罗山站 (河南省)
罗山站是宁西铁路的一个车站，位于河南省信阳市罗山县龙山乡，邮政编码为464224。该站距西安站701公里，距信阳站46公里，距合肥站298公里，距南京站454公里，是隶属武汉铁路局的一个三等站，2005年8月开始办理货运业务，2006年4月18日开通客运业务。2014年，为配合宁西二线的興建，罗山站實施改善工程。

## 旅客列车目的地
| 列车所属路局   | 目的地             |
| -------------- | ------------------ |
| 成都铁路局     | 重慶西             |
| 兰州铁路局     | 兰州、溫州         |
| 呼和浩特铁路局 | 杭州、呼和浩特東   |
| 武汉铁路局     | 固始、深圳东、信阳 |
| 西安铁路局     | 西安、廈門北       |
| 青藏铁路公司   | 深圳東、西寧、杭州 |
| 郑州铁路局     | 上海南、洛陽       |